# Waterford (Wisconsin)
Waterford is een plaats (village) in de Amerikaanse staat Wisconsin, en valt bestuurlijk gezien onder Racine County.

## Demografie
Bij de volkstelling in 2000 werd het aantal inwoners vastgesteld op 4048. In 2006 is het aantal inwoners door het United States Census Bureau geschat op 4754, een stijging van 706 (17,4%).

## Geografie
Volgens het United States Census Bureau beslaat de plaats een oppervlakte van 6,7 km², waarvan 6,4 km² land en 0,3 km² water. Waterford ligt op ongeveer 242 m boven zeeniveau.

## Plaatsen in de nabije omgeving
De onderstaande figuur toont nabijgelegen plaatsen in een straal van 12 km rond Waterford.